# Primera División Femenina de España 2023-2024
La Primera División Femenina de España 2023-2024, nota anche come Liga F 2023-2024, è stata la 36ª edizione della massima serie del campionato spagnolo. Organizzato dalla Liga Profesional de Fútbol Femenino (LPFF), il campionato sarebbe dovuto iniziare l'8 settembre 2023, ma uno sciopero delle calciatrici ha fatto slittare l'inizio al 15 settembre 2023; si è concluso il 16 giugno 2024.
Il campionato è stato vinto dal Barcellona per la nona volta, la quinta consecutiva, e con cinque giornate d'anticipo sulla fine del torneo.

## Stagione

### Novità
Dalla Primera División 2022-2023 vennero retrocessi l'Alhama e l'Alavés. Dalla Primera Federación vennero promossi l'Eibar, al ritorno in Primera División dopo una sola stagione in seconda serie, e il Granada, al ritorno in massima serie dopo dieci anni, grazie alla vittoria dei play-off promozione.

### Formula
Le 16 squadre si sono affrontate in un girone all'italiana con partite di andata e ritorno, per un totale di 30 giornate. La squadra prima classificata è stata dichiarata campione di Spagna, mentre le ultime due classificate sono retrocesse in Primera Federación. Le prime tre classificate sono state ammesse all'UEFA Women's Champions League per la stagione 2024-2025.

### Avvenimenti
La prima giornata di campionato era prevista per l'8 settembre 2023, ma l'avvio del torneo è stato rinviato di circa un mese a causa dello sciopero delle calciatrici per il rinnovo del contratto collettivo. La disputa tra la Liga F e le cinque rappresentanze sindacali delle giocatrici riguarda principalmente la definizione del salario minimo, ma si estendeva anche ad altre questioni, come il diritto alla formazione e la lotta contro le molestie. Il 14 settembre successivo venne trovato un accordo tra le parti per le successive tre stagioni sportive e lo sciopero venne interrotto. La stagione prese il via il 15 settembre con la disputa della seconda giornata.

## Squadre partecipanti
| Club                | Città               | Stadio                                         | Stagione precedente            |
| ------------------- | ------------------- | ---------------------------------------------- | ------------------------------ |
| Athletic Bilbao     | Bilbao              | Impianti di Lezama                             | 10º posto in Primera División  |
| Atlético Madrid     | Madrid              | Centro sportivo Wanda (Alcalá de Henares)      | 4º posto in Primera División   |
| Barcellona          | Barcellona          | Stadio Johan Cruijff                           | 1º posto in Primera División   |
| Betis               | Siviglia            | Centro sportivo Luis del Sol                   | 12º posto in Primera División  |
| Eibar               | Eibar               | Stadio municipale di Ipurúa                    | 2º posto in Primera Federación |
| Granada             | Granada             | Complesso sportivo del Granada CF              | 5º posto in Primera Federación |
| Granadilla Tenerife | Granadilla de Abona | Stadio municipale La Palmera                   | 6º posto in Primera División   |
| Huelva              | Huelva              | Complesso sportivo del Recreativo de Huelva    | 13º posto in Primera División  |
| Levante             | Valencia            | Centro sportivo di Buñol                       | 3º posto in Primera División   |
| Levante Las Planas  | Sant Joan Despí     | Municipal de Les Planes                        | 11º posto in Primera División  |
| Madrid CFF          | Madrid              | Stadio Fernando Torres                         | 5º posto in Primera División   |
| Real Madrid         | Madrid              | Stadio Alfredo Di Stéfano                      | 2º posto in Primera División   |
| Real Sociedad       | San Sebastián       | Impianti di Zubieta                            | 8º posto in Primera División   |
| Siviglia            | Siviglia            | Stadio Jesús Navas                             | 7º posto in Primera División   |
| Valencia            | Valencia            | Stadio Antonio Puchades                        | 9º posto in Primera División   |
| Villarreal          | Vila-real           | Ciudad Deportiva del Villarreal Club de Fútbol | 14º posto in Primera División  |

## Classifica finale
|  | Pos. | Squadra             | Pt | G  | V  | N  | P  | GF  | GS | DR   |
|  | ---- | ------------------- | -- | -- | -- | -- | -- | --- | -- | ---- |
|  | 1.   | Barcellona          | 88 | 30 | 29 | 1  | 0  | 137 | 10 | +127 |
|  | 2.   | Real Madrid         | 73 | 30 | 24 | 1  | 5  | 74  | 33 | +41  |
|  | 3.   | Atlético Madrid     | 61 | 30 | 18 | 7  | 5  | 53  | 22 | +31  |
|  | 4.   | Levante             | 60 | 30 | 17 | 9  | 4  | 59  | 28 | +31  |
|  | 5.   | Athletic Bilbao     | 53 | 30 | 17 | 2  | 11 | 38  | 37 | +1   |
|  | 6.   | Madrid CFF          | 50 | 30 | 15 | 5  | 10 | 61  | 54 | +7   |
|  | 7.   | Siviglia            | 44 | 30 | 13 | 5  | 12 | 53  | 56 | -3   |
|  | 8.   | Real Sociedad       | 36 | 30 | 9  | 9  | 12 | 40  | 55 | -15  |
|  | 9.   | Granadilla Tenerife | 32 | 30 | 8  | 8  | 14 | 35  | 48 | -13  |
|  | 10.  | Eibar               | 31 | 30 | 8  | 7  | 15 | 22  | 48 | -26  |
|  | 11.  | Betis               | 30 | 30 | 8  | 6  | 16 | 31  | 69 | -38  |
|  | 12.  | Valencia            | 29 | 30 | 8  | 5  | 17 | 35  | 64 | -29  |
|  | 13.  | Levante Las Planas  | 28 | 30 | 6  | 10 | 14 | 38  | 58 | -20  |
|  | 14.  | Granada             | 27 | 30 | 8  | 3  | 19 | 33  | 58 | -25  |
|  | 15.  | Villarreal          | 25 | 30 | 6  | 7  | 17 | 26  | 52 | -26  |
|  | 16.  | Huelva              | 9  | 30 | 2  | 3  | 25 | 20  | 63 | -43  |

Legenda:
      Campione di Spagna, ammessa alla UEFA Women's Champions League 2024-2025.
      Ammessa alla UEFA Women's Champions League 2024-2025.
      Retrocesse in Segunda División 2024-2025.
Regolamento:
Tre punti a vittoria, uno a pareggio, zero a sconfitta.

## Risultati

### Tabellone
|                    | Ath  | Atl  | Bar  | Bet  | Eib  | Gra  | GTe  | Hue  | Lev  | LLP  | Mad  | ReM  | ReS  | Siv  | Val  | Vil  |
| ------------------ | ---- | ---- | ---- | ---- | ---- | ---- | ---- | ---- | ---- | ---- | ---- | ---- | ---- | ---- | ---- | ---- |
| Athletic Bilbao    | –––– | 1-0  | 0-4  | 1-0  | 2-0  | 1-0  | 4-1  | 3-0  | 1-0  | 4-1  | 1-2  | 0-1  | 2-1  | 2-1  | 2-0  | 1-0  |
| Atlético Madrid    | 3-0  | –––– | 0-1  | 5-1  | 3-0  | 2-0  | 1-0  | 1-0  | 0-1  | 3-1  | 1-1  | 1-1  | 1-1  | 2-1  | 1-0  | 1-0  |
| Barcellona         | 7-0  | 2-0  | –––– | 5-1  | 5-0  | 6-1  | 7-0  | 4-0  | 1-1  | 9-1  | 8-0  | 5-0  | 3-0  | 8-0  | 6-0  | 5-1  |
| Betis              | 1-0  | 0-2  | 0-6  | –––– | 0-0  | 2-3  | 1-0  | 3-1  | 0-4  | 1-0  | 0-0  | 1-4  | 0-0  | 1-1  | 2-2  | 1-0  |
| Eibar              | 0-2  | 1-1  | 0-4  | 3-2  | –––– | 0-2  | 0-1  | 1-0  | 0-0  | 1-2  | 1-6  | 0-1  | 0-2  | 3-0  | 1-0  | 0-0  |
| Granada            | 2-0  | 0-1  | 1-4  | 2-3  | 1-2  | –––– | 2-1  | 0-1  | 0-3  | 0-1  | 3-0  | 2-5  | 2-1  | 2-2  | 0-1  | 1-2  |
| G. Tenerife        | 1-1  | 2-1  | 0-2  | 1-0  | 1-1  | 2-0  | –––– | 2-0  | 0-1  | 1-1  | 2-2  | 1-2  | 0-1  | 5-0  | 1-0  | 1-1  |
| Huelva             | 1-2  | 0-2  | 1-2  | 1-3  | 0-1  | 2-1  | 1-2  | –––– | 1-1  | 1-2  | 1-3  | 1-4  | 1-2  | 1-3  | 1-3  | 0-1  |
| Levante            | 1-2  | 1-1  | 0-5  | 7-0  | 3-0  | 2-2  | 1-0  | 2-0  | –––– | 1-1  | 3-0  | 2-4  | 4-3  | 2-0  | 3-1  | 2-1  |
| Levante Las Planas | 2-1  | 1-1  | 2-4  | 1-2  | 1-1  | 1-2  | 3-1  | 1-1  | 1-1  | –––– | 3-4  | 0-2  | 0-2  | 1-2  | 3-0  | 1-1  |
| Madrid CFF         | 2-1  | 1-4  | 0-2  | 3-1  | 1-2  | 1-0  | 3-2  | 2-1  | 0-1  | 2-1  | –––– | 0-1  | 2-3  | 3-3  | 6-1  | 2-0  |
| Real Madrid        | 1-0  | 2-3  | 0-3  | 5-1  | 1-0  | 5-0  | 2-1  | 5-2  | 1-2  | 2-1  | 2-1  | –––– | 7-1  | 1-3  | 7-1  | 1-0  |
| Real Sociedad      | 0-1  | 0-2  | 1-7  | 2-1  | 3-1  | 1-1  | 3-3  | 1-1  | 1-1  | 2-2  | 1-1  | 1-2  | –––– | 1-2  | 2-0  | 1-0  |
| Siviglia           | 1-1  | 1-1  | 0-3  | 6-0  | 3-0  | 1-0  | 5-1  | 2-0  | 1-3  | 3-0  | 1-5  | 0-1  | 4-2  | –––– | 1-2  | 3-1  |
| Valencia           | 1-2  | 1-6  | 0-3  | 2-2  | 0-2  | 4-1  | 1-1  | 2-0  | 1-1  | 1-1  | 3-4  | 0-2  | 3-0  | 3-1  | –––– | 0-1  |
| Villarreal         | 3-0  | 1-3  | 0-6  | 2-1  | 1-1  | 1-2  | 1-1  | 2-0  | 0-5  | 2-2  | 1-4  | 0-2  | 1-1  | 1-2  | 1-2  | –––– |

## Statistiche

### Classifica marcatrici
Fonte: sito LaLiga.
| Gol |  |  | Giocatore              | Squadra         |
| --- |  |  | ---------------------- | --------------- |
| 21  |  |  | Caroline Graham Hansen | Barcellona      |
| 20  |  |  | Salma Paralluelo       | Barcellona      |
| 17  |  |  | Cristina Martín-Prieto | Siviglia        |
| 16  |  |  | Alba Redondo           | Levante         |
| 14  |  |  | Synne Jensen           | Real Sociedad   |
| 13  |  |  | Signe Bruun            | Real Madrid     |
| 13  |  |  | Sheila Guijarro        | Atletico Madrid |
| 13  |  |  | Claudia Pina           | Barcellona      |
| 11  |  |  | Ana Marcos             | Valencia        |
| 11  |  |  | Kayla McKenna          | Villarreal      |
| 11  |  |  | Gabi Nunes             | Levante         |
| 10  |  |  | Naomie Feller          | Real Madrid     |
| 10  |  |  | Rasheedat Ajibade      | Atletico Madrid |
| 10  |  |  | Mariona Caldentey      | Barcellona      |
| 9   |  |  | Vicky López            | Barcellona      |
| 9   |  |  | Caroline Møller        | Real Madrid     |
| 9   |  |  | Giovana Queiroz        | Madrid CFF      |